# J. M. Osborne
J. M. Osborne è un personaggio televisivo co-protagonista della miniserie televisiva britannica del 1961 A for Andromeda, del sequel, dei remake e dei romanzi da essa tratti, scritti da Fred Hoyle e John Elliot.

## Storia
J. M. Osborne è un politico britannico, Sottosegretario al Ministero delle scienze, alle dirette dipendenze del Ministro Charles Robert Ratcliff; egli è dotato di una personalità tendente al dialogo ed aperta all'innovazione, propenso a dare priorità alla scienza ed al benessere della popolazione che può derivarne piuttosto che seguire la mentalità militare, tendente al sospetto ed orientata ad utilizzare qualsiasi risorsa alla difesa. Egli, ha grande stima e considerazione del dottor John Fleming, il fisico che ha progettato il nuovo radiotelescopio sito a Bouldershaw Fell, e non esita a prendere le sue difese quando il generale Vandenberg, ne contesta l'affidabilità, pur ammonendolo sulla necessità della segretezza, nel momento in cui egli decide di rivelare alla stampa la presenza di un segnale proveniente dalla galassia di Andromeda.
Egli segue direttamente il lavoro dell'équipe diretta dal professor Ernest Reinhart, anche quando questa si trasferisce alla base missilistica di Thorness, allo scopo di utilizzare i più potenti calcolatori in possesso dei militari rispetto a quelli delle università, e si reca personalmente alla base quando, apparentemente a causa di un incidente, Christine Flemstad, un'assistente della dottoressa Madeleine Dawnay, perde la vita folgorata dai terminali del nuovo super calcolatore, raccogliendo le perplessità di Fleming sui veri scopi del messaggio proveniente da Andromeda, ma nulla può quando i militari prendono possesso del nuovo supercalcolatore e del sintetizzatore biologico richiesto dalla dottoressa in prospettiva della nascita di una creatura, basata sui dati forniti dallo stesso calcolatore.
Dopo la nascita di Andromeda Osborne assiste al successo del suo utilizzo nelle attività missilistiche militari, che prendono definitivamente il sopravvento su quelle scientifiche, e, convintosi della giustezza della teoria di Fleming sull'intento del calcolatore di impadronirsi della Terra, collaborerà con Reinhart, Judy Adamson un'agente del servizio segreto, e con lui allo scopo di organizzare un piano per consentirgli di introdursi nell'edificio per tentare di riprogrammarlo, pur raccomandandogli di non danneggiare il calcolatore, sia per la sua utilità per il paese che per non compromettere la sua carriera politica.
La distruzione del calcolatore da parte di Fleming lo getta momentaneamente nella costernazione ma il suicidio di Andromeda, sulla quale viene fatta ricadere la responsabilità dell'accaduto, salverà lui e gli altri "cospiratori".

## Adattamenti e sequel
Il romanzo e lo sceneggiato televisivo britannico, dove J. M. Osborne è interpretato da Noel Johnson, sono stati seguiti dallo sequel britannico The Andromeda Breakthrough, dove il personaggio è interpretato da Philip Latham, e dallo sceneggiato televisivo italiano del 1972 A come Andromeda, per la regia di Vittorio Cottafavi, dove J. M. Osborne è interpretato da Arturo Dominici, mentre nel 2006 è stato realizzato il film tv britannico A for Andromeda, diretto da John Strickland, dove tuttavia il personaggio non compare.